# 盛岡站
盛冈站（日语：〔〕／〔〕 Morioka eki */?）是位於日本岩手縣盛岡市，屬於東日本旅客鐵道（JR東日本）與IGR岩手銀河鐵道的鐵路車站。本站於2002年（平成14年）入選東北車站百選。

## 車站構造

### JR東日本
2－9號月台（東北本線、山田線、田澤湖線）為島式月台4面8線的地面車站。車站內所有路線均加入了路線顏色。
11－14號月台（東北、秋田、北海道新幹線）為島式月台2面4線的高架車站（地上3樓）。

#### 在來線月台配置
| 月台 | 路線                 | 目的地                 | 備註                         |
| ---- | -------------------- | ---------------------- | ---------------------------- |
| 2    | ■山田線              | 茂市、宮古方面         |                              |
| 2    | ■岩手銀河鐵道線      | 瀧澤、好摩方向         | 東北本線開抵的直通列車       |
| 3    | ■東北本線            | 北上、平泉、一之關方向 | 岩手銀河鐵道線開抵的直通列車 |
| 3    | ■岩手銀河鐵道線      | 瀧澤、好摩方向         | 東北本線開抵的直通列車       |
| 3    | ■花輪線（途經IGR線） | 鹿角花輪、大館方向     | 清晨部分列車                 |
| 4    | ■山田線              | 茂市、宮古方向         | 部分列車                     |
| 5－7 | ■東北本線            | 北上、平泉、一之關方向 |                              |
| 8、9 | ■田澤湖線            | 雫石、田澤湖方向       | 標準軌                       |

#### 新幹線月台配置
| 月台   | 路線               | 方向 | 目的地                 |
| ------ | ------------------ | ---- | ---------------------- |
| 11、12 | 東北、北海道新幹線 | 上行 | 仙台、東京方向         |
| 13、14 | 東北、北海道新幹線 | 上行 | 仙台、東京方向         |
| 13、14 | 東北、北海道新幹線 | 下行 | 新青森、新函館北斗方向 |
| 14     | 秋田新幹線         | 下行 | 秋田方向               |

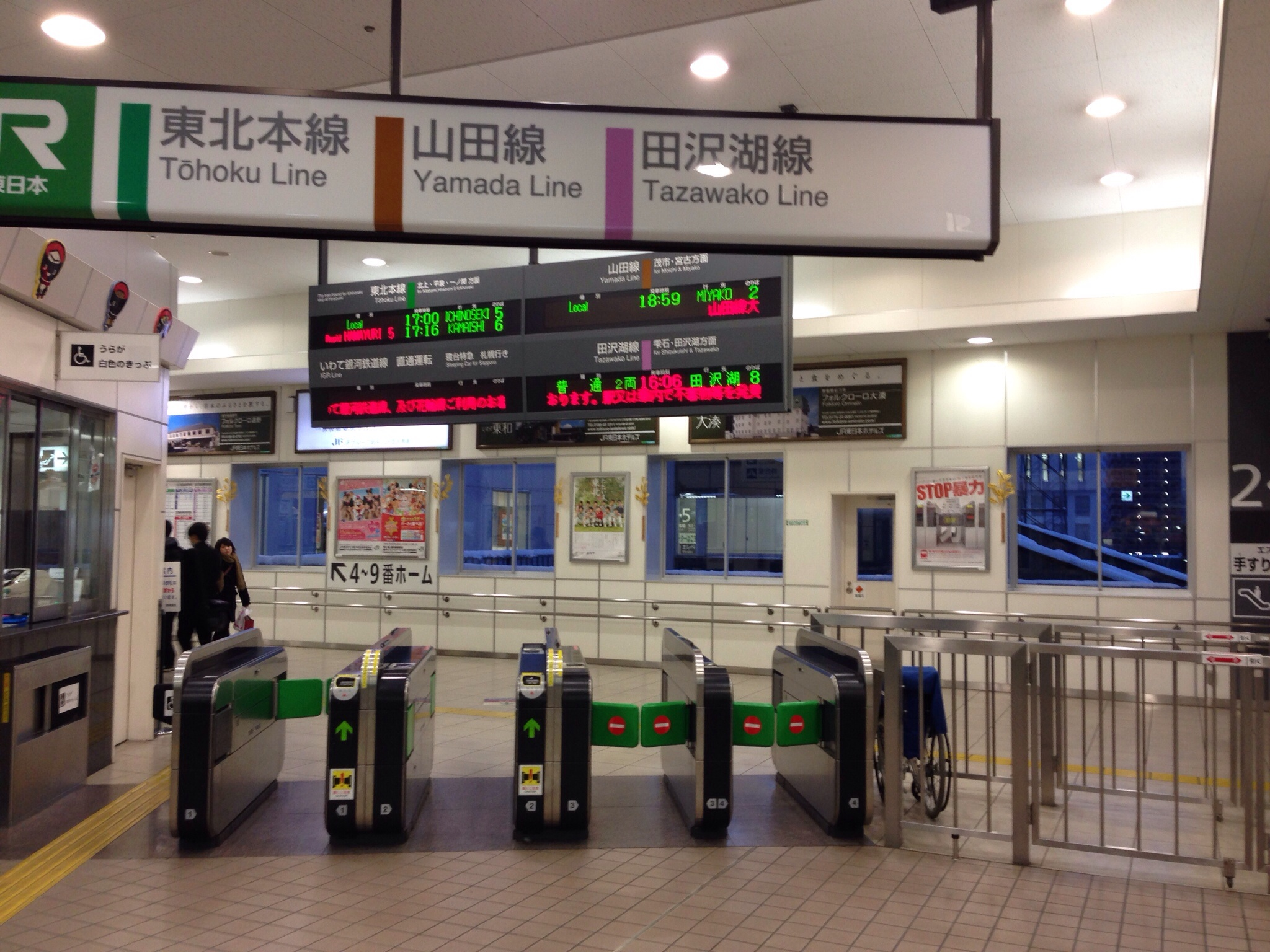
在来線北檢票口
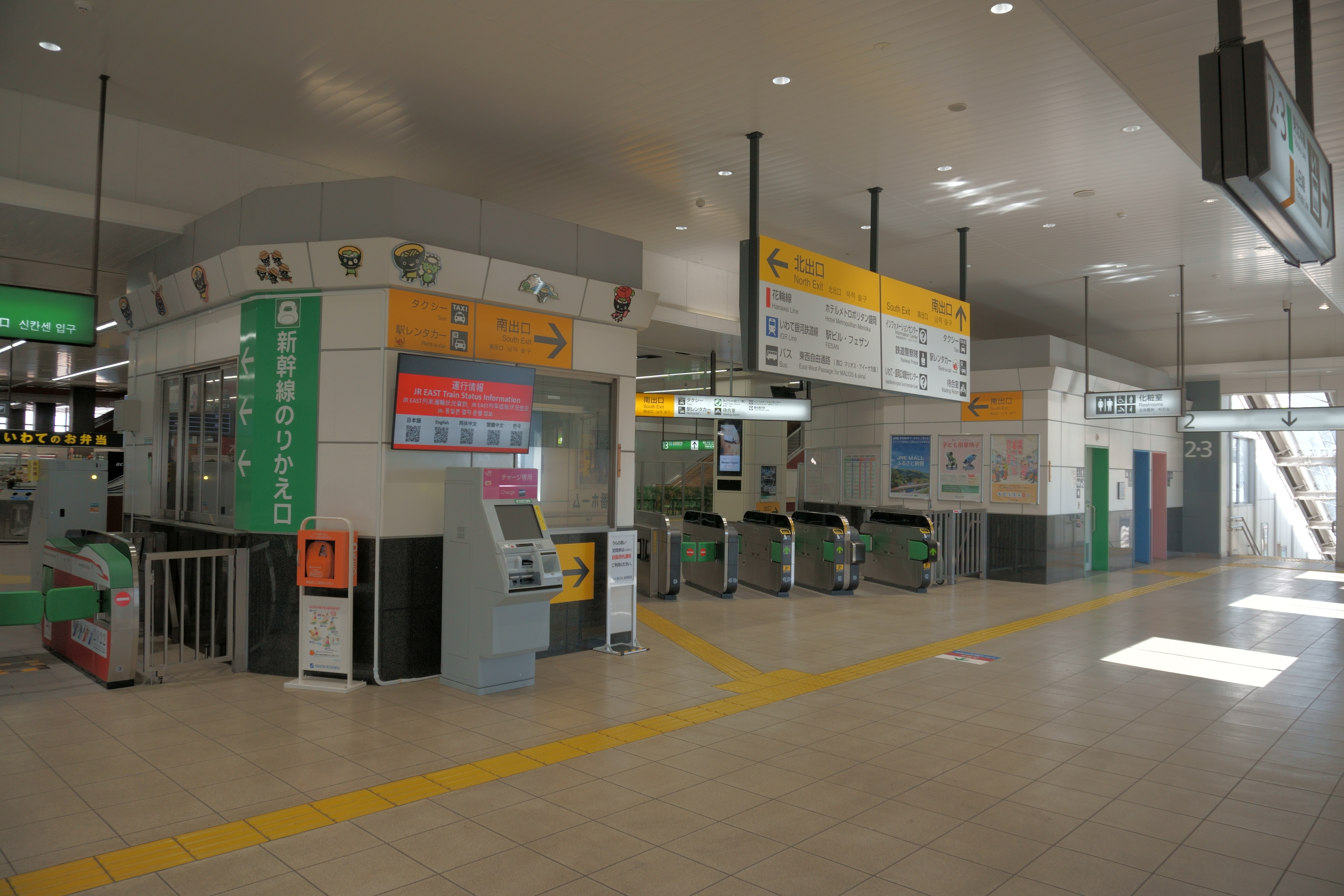
在来線南檢票口
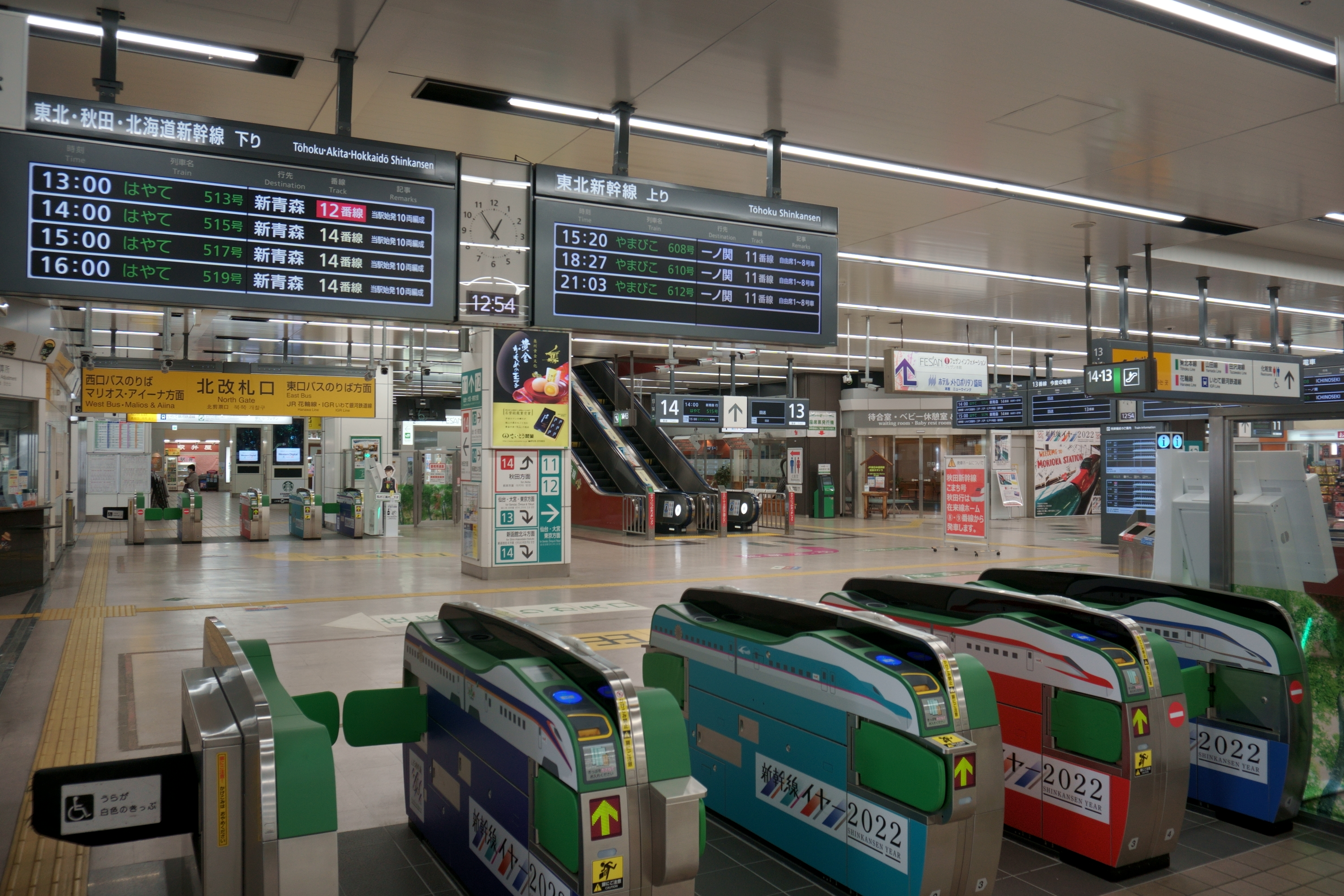
新幹線大堂
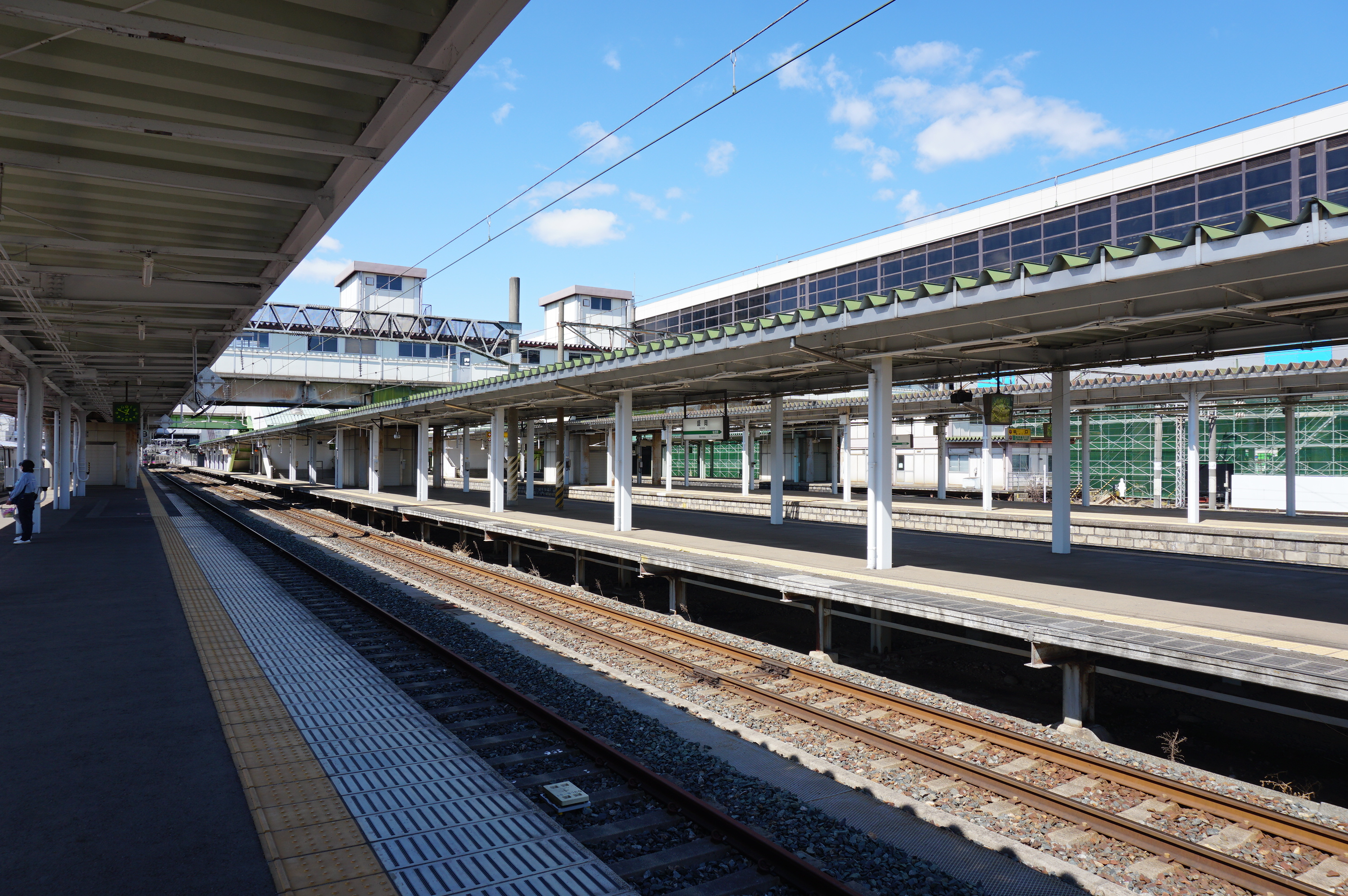
在来線月台
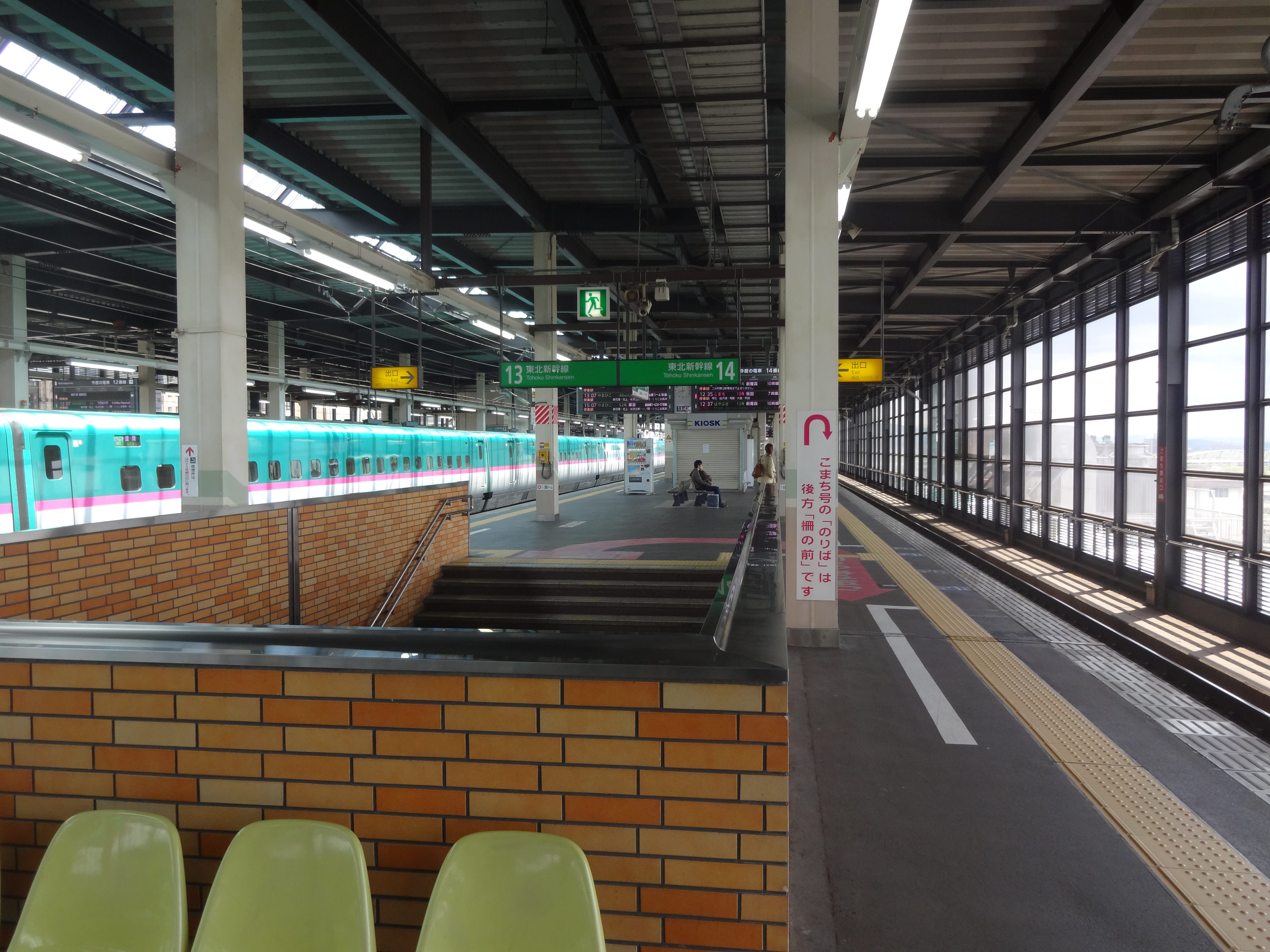
新幹線月台

### IGR岩手銀河鐵道
港灣式月台1面2線的地面車站。位於站舍內北側地上1樓。

#### 月台配置
| 月台 | 路線            | 目的地                     |
| ---- | --------------- | -------------------------- |
| 0、1 | ■岩手銀河鐵道線 | 好摩、岩手沼宮內、八戶方向 |
| 0、1 | ■花輪線         | 鹿角花輪、大館方向         |

## 相鄰車站
※新幹線的停車站參見各列車記事。
東日本旅客鐵道
東北、北海道新幹線
新花卷－盛岡－岩手沼宮內
■秋田新幹線
新花卷－盛岡－雫石
■東北本線
□快速「濱百合」
矢幅－盛岡
□快速「阿弖流為」（只限到站列車）、■普通
仙北町－盛岡
■田澤湖線
盛岡－前潟
■山田線
□快速「谷灣」、■普通
盛岡－上盛岡
  IGR岩手銀河鐵道
■岩手銀河鐵道線（包括直通■JR花輪線）
盛岡－青山

## 外部連結
- JR東日本－盛岡站（日語）

39°42′6″N 141°8′12″E / 39.70167°N 141.13667°E